# Kai Kobayashi
Kai Kobayashi (japanisch 小林　快 Kobayashi Kai; * 28. Februar 1993 in Tokio) ist ein japanischer Geher. Bei den Weltmeisterschaften 2017 in London gewann er die Bronzemedaille über 50 km.

## Sportliche Laufbahn
Kai Kobayashi tritt seit 2013 in Geher-Wettbewerben an, zunächst auf nationaler Ebene. 2014 trat er über 10 km bei den japanischen Universitätsmeisterschaften an, die er in persönlicher Bestzeit von 39:27,90 min bestritt. Über die 20-km-Distanz verbesserte er sich auf 1:21:13 h. Ein Jahr später gelang es ihm unter der 1:20-h-Marke zu bleiben, so bei den Asiatischen Geher-Meisterschaften, bei denen er 1:19:12 h für die 20 km benötigte, die bis heute seine persönliche Bestleistung über diese Distanz darstellen, und ihm den vierten Platz einbrachten. Den Platz bestätigte er ein Jahr später bei den gleichen Meisterschaften. 2016 nahm er auch bei den Geher-Weltmeisterschaften in Rom im Teamwettbewerb teil, welchen das japanische Team allerdings nicht beenden konnte.
2017 konnte er mit der Bronzemedaille von den Weltmeisterschaften in London seinen bislang größten sportlichen Erfolg aufstellen. Dort trat er über die 50-km-Distanz an und sicherte sich mit einer persönlichen Bestzeit von 3:41:19 h den dritten Platz. 2018 konnte das japanische Team bei den Geher-Weltmeisterschaften im chinesischen Taicang abermals den Wettkampf nicht beenden.

## Wichtige Wettbewerbe
| Jahr              | Veranstaltung       | Ort               | Platz             | Disziplin         | Zeit              |
| Startet für Japan | Startet für Japan   | Startet für Japan | Startet für Japan | Startet für Japan | Startet für Japan |
| ----------------- | ------------------- | ----------------- | ----------------- | ----------------- | ----------------- |
| 2017              | Weltmeisterschaften | London            | 3.                | 50 km Gehen       | 3:41:19 PB        |

## Persönliche Bestleistungen
- 10-km-Gehen: 39:27,90 min., 17. Mai 2014, Saitama
- 20-km-Gehen: 1:19:12 h, 15. März 2015, Nomi
- 50-km-Gehen: 3:41:19 h, 13. August 2017, London